# Talaromyces macrosporus
Talarómyces macrósporus (лат.) — вид гомоталличных грибов-аскомицетов, относящийся к роду таларомицес (Talaromyces). Один из видов, у которых телеоморфная стадия резко преобладает над анаморфной, а конидиальное спороношение подавлено.

## Описание
Колонии на CYA на 7-е сутки 2—3 см (3,5—4 см при 30 °C) в диаметре, морщинистые, с белым, желтоватым и красноватым мицелием, шерстистые. Конидиальное спороношение слабое до вовсе отсутствующего. Реверс в центре жёлто-коричневый, ближе к краю золотисто-жёлтый.
На агаре с солодовым экстрактом (MEA) колонии с белым, жёлтым и красноватым мицелием, часто с жёлтыми клейстотециями, более обильными при 30 °C. Конидиальное спороношение не выражено. Реверс красно-коричневый, в центре более тёмно-коричневый.
На агаре с дрожжевым экстрактом и сахарозой (YES) колонии с белым мицелием, неспороносящие, скоричневым до коричнево-оранжевого реверсом.
На овсяном агаре (OA) колонии с белым и жёлтым мицелием, конидиальное спороношение не выражено. Реверс коричнево-оранжевый до красно-оранжевого. Образует белые и жёлтые клейстотеции, более обильные и яркие (до оранжевых) при 30 °C.
Клейстотеции шаровидные или почти шаровидные, мягкие, 100—400 × 100—350 мкм. Аски 13—18 × 11,5—13,5 мкм. Аскоспоры широкоэллипсоидальные, шиповатые, 5—6,5 × 4,5—5,5 мкм.
Конидиеносцы — двухъярусные и одноярусные кисточки на гладкостенной ножке 15—50 мкм длиной и 2—3 мкм толщиной. Фиалиды игловидные, по 3—6 в пучке, 8—12 × 1,3—2,5 мкм. Конидии широкоэллипсоидальные, 2—4 × 2—3,5 мкм, гладкие.

### Отличия от близких видов
Определяется по жёлтым клейстотециям с шиповатыми толстостенными широкоэллипсоидальными аскоспорами. Talaromyces muroii и Talaromyces liani отличаются более сильно выраженным конидиальным спороношением на MEA. T. muroii образует несколько более мелкие аскоспоры, T. liani образует жёлтые до оранжево-красных клейстотеции и более мелкие аскоспоры.

## Экология и значение
Широко распространённый вид, нередко встречающийся в почве, а также на различных пищевых продуктах.

## Таксономия
Talaromyces macrosporus (Stolk & Samson) Frisvad, Samson & Stolk, Ant. Leeuwenhoek 57: 186 (1990). — Talaromyces flavus var. macrosporus Stolk & Samson, Stud. Mycol. 2: 15 (1972).

### Синонимы
- Penicillium macrosporum Frisvad et al., 1990, nom. illeg.
- Talaromyces flavus var. macrosporus Stolk & Samson, 1972